# Calendrier international féminin UCI 2018
Le calendrier international féminin UCI 2018 regroupe les compétitions féminines de cyclisme sur route organisées sous le règlement de l'Union cycliste internationale durant la saison 2018.
L'UCI World Tour féminin 2018 est présenté séparément. Les critériums ne sont pas notés.

## Calendrier des épreuves
| Calendrier UCI  | Calendrier UCI | Calendrier UCI                                  | Calendrier UCI | Calendrier UCI                                       | Calendrier UCI |
| Date            | Pays           | Course                                          | Classe         | Vainqueur                                            |                |
| --------------- | -------------- | ----------------------------------------------- | -------------- | ---------------------------------------------------- | -------------- |
| 11 – 14 janv.   | Australie      | Women's Tour Down Under                         | 2.1            | Amanda Spratt (Mitchelton-Scott)                     |                |
| 27 janv.        | Australie      | Cadel Evans Great Ocean Road Race Women         | 1.1            | Chloe Hosking (Alé Cipollini)                        |                |
| 30 – 31 janv.   | Australie      | Womens Herald Sun Tour                          | 2.2            | Brodie Chapman (Australie)                           |                |
| 2 – 4 fév.      | Turquie        | Grand Prix Velo Alanya                          | 2.2            | Olga Zabelinskaïa (Cogeas-Mettler Pro Cycling Team)  |                |
| 9 fév.          | Birmanie       | Championnat d'Asie du contre-la-montre          | CC             | Lee Ju-mi                                            |                |
| 11 fév.         | Birmanie       | Championnat d'Asie sur route                    | CC             | Nguyễn Thị Thật (Centre mondial du cyclisme)         |                |
| 15 fév.         | Rwanda         | Championnat d'Afrique du contre-la-montre       | CC             | Mossana Debesay                                      |                |
| 17 fév.         | Rwanda         | Championnat d'Afrique sur route                 | CC             | Bisrat Ghebremeskel                                  |                |
| 22 – 25 fév.    | Espagne        | Semaine cycliste valencienne                    | 2.2            | Hannah Barnes (Canyon-SRAM Racing)                   |                |
| 24 fév.         | Belgique       | Circuit Het Nieuwsblad                          | 1.1            | Christina Siggaard (Virtu Cycling Women)             |                |
| 25 fév.         | Belgique       | Omloop van het Hageland                         | 1.1            | Ellen van Dijk (Sunweb)                              |                |
| 27 fév.         | Belgique       | Le Samyn des Dames                              | 1.2            | Janneke Ensing (Alé Cipollini)                       |                |
| 4 mars          | Belgique       | Circuit du Westhoek-Mémorial Stive Vermaut      | 1.2            | Floortje Mackaij (Loving potatoes-de Jonge Renner)   |                |
| 9 mars          | Pays-Bas       | Drentse 8                                       | 1.2            | Alexis Magner (Canyon-SRAM Racing)                   |                |
| 23 mars         | Australie      | Championnat d'Océanie du contre-la-montre       | CC             | Grace Brown (Holden Team Gusto racing)               |                |
| 24 mars         | Australie      | Championnat d'Océanie sur route                 | CC             | Sharlotte Lucas                                      |                |
| 28 mars         | Belgique       | À travers les Flandres                          | 1.1            | Ellen van Dijk (Sunweb)                              |                |
| 2 avr.          | Belgique       | Grand Prix de Dottignies                        | 1.2            | Marta Bastianelli (Alé Cipollini)                    |                |
| 4 – 8 avr.      | Pays-Bas       | Bloeizone Fryslân Tour                          | 2.1            | Amy Pieters (Boels Dolmans)                          |                |
| 8 – 10 avr.     | Thaïlande      | Tour de Thaïlande                               | 2.1            | Olga Zabelinskaïa (Cogeas-Mettler Pro Cycling Team)  |                |
| 11 avr.         | Belgique       | Flèche brabançonne                              | 1.1            | Marta Bastianelli (Alé Cipollini)                    |                |
| 12 – 15 avr.    | États-Unis     | Joe Martin Stage Race                           | 2.2            | Katie Hall (UnitedHealthcare Women's Team)           |                |
| 18 – 22 avr.    | États-Unis     | Tour of the Gila                                | 2.2            | Katie Hall (UnitedHealthcare Women's Team)           |                |
| 21 avr.         | Pays-Bas       | Circuit de Borsele                              | 1.1            | Elisa Balsamo (Valcar PBM)                           |                |
| 25 avr.         | Italie         | GP Liberazione                                  | 1.2            | Letizia Paternoster (Astana Women's Team)            |                |
| 26 – 29 avr.    | Tchéquie       | Gracia Orlová                                   | 2.2            | Emilia Fahlin (Wiggle High5)                         |                |
| 27 – 29 avr.    | Luxembourg     | Festival Elsy Jacobs                            | 2.1            | Letizia Paternoster (Astana Women's Team)            |                |
| 1 – 3 mai       | Chine          | Tour de l'île de Zhoushan II                    | 2.2            | Sheyla Gutiérrez (Cylance)                           |                |
| 3 – 4 mai       | Royaume-Uni    | Tour de Yorkshire                               | 2.1            | Megan Guarnier (Boels Dolmans)                       |                |
| 3 mai           | Argentine      | Championnat panaméricain du contre-la-montre    | CC             | Amber Neben (États-Unis)                             |                |
| 6 – 10 mai      | Chine          | Panorama Guizhou International Women            | 2.2            | Sheyla Gutiérrez (Cylance)                           |                |
| 6 mai           | Argentine      | Championnat panaméricain sur route              | CC             | Arlenis Sierra (Astana Women's Team)                 |                |
| 6 mai           | Afrique du Sud | 100 Cycle Challenge                             | 1.2            | Kimberley Le Court de Billot                         |                |
| 6 mai           | Belgique       | Trofee Maarten Wynants                          | 1.1            | Marta Bastianelli (Alé Cipollini)                    |                |
| 10 – 11 mai     | Suède          | Tour d'Uppsala                                  | 2.2            | Ida Erngren                                          |                |
| 12 mai          | Pays-Bas       | 7-Dorpenomloop van Aalburg                      | 1.2            | Lorena Wiebes (Parkhotel Valkenburg)                 |                |
| 17 mai          | Espagne        | Durango-Durango Emakumeen Saria                 | 1.2            | Anna van der Breggen (Boels Dolmans)                 |                |
| 25 mai          | France         | La Classique Morbihan                           | 1.1            | Ashleigh Moolman (Cervélo Bigla)                     |                |
| 26 mai          | France         | Grand Prix de Plumelec-Morbihan                 | 1.1            | Ashleigh Moolman (Cervélo Bigla)                     |                |
| 27 mai          | Belgique       | Gooik-Geraardsbergen-Gooik                      | 1.1            | Sarah Roy (Mitchelton-Scott)                         |                |
| 27 mai          | Suisse         | Grand Prix Cham-Hagendorn                       | 1.2            | Amanda Spratt (Mitchelton-Scott)                     |                |
| 28 mai          | États-Unis     | Winston-Salem Cycling Classic                   | 1.1            | Lily Williams (Hagens Berman-Supermint)              |                |
| 28 mai – 3 juin | Allemagne      | Tour de Thuringe                                | 2.1            | Lisa Brennauer (Wiggle High5)                        |                |
| 2 juin          | Pays-Bas       | Omloop van de IJsseldelta                       | 1.2            | Lorena Wiebes (Parkhotel Valkenburg)                 |                |
| 2 juin          | Ukraine        | Horizon Park Race                               | 1.2            | Yevheniya Vysotska (SC Michela Fanini)               |                |
| 3 juin          | Ukraine        | VR Women ITT                                    | 1.2            | Ántri Christofórou (Cogeas-Mettler Pro Cycling Team) |                |
| 3 juin          | Belgique       | Dwars door de Westhoek                          | 1.1            | Nguyễn Thị Thật (Centre mondial du cyclisme)         |                |
| 5 – 10 juin     | France         | Route de France féminine                        | 2.1            | annulé/abandonné                                     |                |
| 7 juin          | Canada         | Grand Prix Cycliste de Gatineau                 | 1.1            | Lauren Hall (UnitedHealthcare Women's Team)          |                |
| 8 juin          | Canada         | Chrono Gatineau                                 | 1.1            | Amber Neben                                          |                |
| 8 juin          | Slovénie       | Ljubljana-Domzale-Ljubljana TT                  | 1.2            | Olga Zabelinskaïa (Cogeas-Mettler Pro Cycling Team)  |                |
| 10 juin         | Belgique       | Diamond Tour                                    | 1.1            | Janine van der Meer (Health Mate-Cyclelive Team)     |                |
| 5 – 8 juill.    | Tchéquie       | Tour de Feminin - O cenu Českého Švýcarska      | 2.2            | Leah Thomas (UnitedHealthcare Women's Team)          |                |
| 8 juill.        | Belgique       | GP Sofie Goos                                   | 1.2            | Lorena Wiebes (Parkhotel Valkenburg)                 |                |
| 8 juill.        | Canada         | Tour de Delta                                   | 1.2            | Kendall Ryan (Tibco-Silicon Valley Bank)             |                |
| 13 juill.       | États-Unis     | Chrono Kristin Armstrong                        | 1.2            | Amber Neben                                          |                |
| 19 – 22 juill.  | Belgique       | Baloise Ladies Tour                             | 2.1            | Marianne Vos (WaowDeals)                             |                |
| 26 juill.       | France         | Kreiz Breizh                                    | 1.2            | Danielle Christmas (Bizkaia-Durango)                 |                |
| 2 – 5 août      | Guatemala      | Tour féminin du Guatemala                       | 2.2            | Marcela Prieto (Swapit Agolico)                      |                |
| 4 août          | Belgique       | Erondegemse Pijl                                | 1.2            | Nina Kessler (Hitec Products-Birk Sport)             |                |
| 5 août          | Royaume-Uni    | Championnat d'Europe sur route                  | CC             | Marta Bastianelli (Italie)                           |                |
| 8 août          | Royaume-Uni    | Championnat d'Europe du contre-la-montre        | CC             | Ellen van Dijk (Pays-Bas)                            |                |
| 18 août         | Belgique       | Flanders Ladies Classic-Sofie De Vuyst          | 1.2            | Séverine Eraud (Experza-Footlogix)                   |                |
| 22 août         | Pays-Bas       | Veenendaal Veenendaal Classic                   | 1.1            | Annemiek van Vleuten (Pays-Bas)                      |                |
| 4 – 7 sept.     | Belgique       | Tour de Belgique                                | 2.1            | Liane Lippert (Allemagne)                            |                |
| 7 – 9 sept.     | Italie         | Tour de Toscane féminin-Mémorial Michela Fanini | 2.2            | Soraya Paladin (Alé Cipollini)                       |                |
| 9 sept.         | France         | Chrono Champenois                               | 1.1            | Leah Thomas (UnitedHealthcare Women's Team)          |                |
| 13 – 18 sept.   | France         | Tour de l'Ardèche                               | 2.1            | Katarzyna Niewiadoma (Canyon-SRAM Racing)            |                |
| 23 sept.        | France         | Grand Prix d'Isbergues                          | 1.2            | Lauren Kitchen (FDJ-Nouvelle Aquitaine-Futuroscope)  |                |
| 6 oct.          | Italie         | Tour d'Émilie                                   | 1.1            | Rasa Leleivytė (Aromitalia Vaiano)                   |                |
| 7 oct.          | Italie         | Grand Prix Bruno Beghelli                       | 1.1            | Elisa Balsamo (Valcar PBM)                           |                |
| 10 – 14 oct.    | Colombie       | Tour de Colombie                                | 2.2            | Cristina Sanabria (Colombie)                         |                |
| 14 oct.         | France         | Chrono des Nations-Les Herbiers-Vendée          | 1.1            | Olga Zabelinskaïa (Cogeas-Mettler Pro Cycling Team)  |                |

## Classements finals
| Classement par points | Classement par points | Classement par points | Classement par points | Classement par points |
| Coureuse              | Coureuse              | Pays                  | Équipe                | Points                |
| --------------------- | --------------------- | --------------------- | --------------------- | --------------------- |
| 1re                   | Annemiek van Vleuten  | Pays-Bas              | Mitchelton-Scott      | 1923 pts              |
| 2e                    | Anna van der Breggen  | Pays-Bas              | Boels Dolmans         | 1912 pts              |
| 3e                    | Marianne Vos          | Pays-Bas              | WaowDeals             | 1764 pts              |
| 4e                    | Amanda Spratt         | Australie             | Mitchelton-Scott      | 1628 pts              |
| 5e                    | Ashleigh Moolman      | Afrique du Sud        | Cervélo Bigla         | 1507 pts              |
| 6e                    | Amy Pieters           | Pays-Bas              | Boels Dolmans         | 1291 pts              |
| 7e                    | Coryn Rivera          | États-Unis            | Sunweb                | 1265 pts              |
| 8e                    | Ellen van Dijk        | Pays-Bas              | Sunweb                | 1252 pts              |
| 9e                    | Katarzyna Niewiadoma  | Pologne               | Canyon-SRAM Racing    | 1131 pts              |
| 10e                   | Marta Bastianelli     | Italie                | Alé Cipollini         | 1065 pts              |

| Classement par points | Classement par points | Classement par points | Classement par points | Classement par points |
| Coureuse              | Coureuse              | Pays                  | Équipe                | Points                |
| --------------------- | --------------------- | --------------------- | --------------------- | --------------------- |
| 1re                   | Annemiek van Vleuten  | Pays-Bas              | Mitchelton-Scott      | 1923 pts              |
| 2e                    | Anna van der Breggen  | Pays-Bas              | Boels Dolmans         | 1912 pts              |
| 3e                    | Marianne Vos          | Pays-Bas              | WaowDeals             | 1764 pts              |
| 4e                    | Amanda Spratt         | Australie             | Mitchelton-Scott      | 1628 pts              |
| 5e                    | Ashleigh Moolman      | Afrique du Sud        | Cervélo Bigla         | 1507 pts              |
| 6e                    | Amy Pieters           | Pays-Bas              | Boels Dolmans         | 1291 pts              |
| 7e                    | Coryn Rivera          | États-Unis            | Sunweb                | 1265 pts              |
| 8e                    | Ellen van Dijk        | Pays-Bas              | Sunweb                | 1252 pts              |
| 9e                    | Katarzyna Niewiadoma  | Pologne               | Canyon-SRAM Racing    | 1131 pts              |
| 10e                   | Marta Bastianelli     | Italie                | Alé Cipollini         | 1065 pts              |

| Classement par équipes aux points | Classement par équipes aux points | Classement par équipes aux points | Classement par équipes aux points |
| Équipe                            | Équipe                            | Pays                              | Points                            |
| --------------------------------- | --------------------------------- | --------------------------------- | --------------------------------- |
| 1re                               | Boels Dolmans                     | Pays-Bas                          | 4984 pts                          |
| 2e                                | Mitchelton-Scott                  | Australie                         | 4982 pts                          |
| 3e                                | Sunweb                            | Pays-Bas                          | 3938 pts                          |
| 4e                                | Canyon-SRAM Racing                | Allemagne                         | 2966 pts                          |
| 5e                                | Wiggle High5                      | Royaume-Uni                       | 2945 pts                          |
| 6e                                | Cervélo Bigla                     | Danemark                          | 2844 pts                          |
| 7e                                | WaowDeals                         | Pays-Bas                          | 2715 pts                          |
| 8e                                | Alé Cipollini                     | Italie                            | 2629 pts                          |
| 9e                                | Valcar PBM                        | Italie                            | 1853 pts                          |
| 10e                               | Movistar Team                     | Espagne                           | 1686 pts                          |

| Classement par équipes aux points | Classement par équipes aux points | Classement par équipes aux points | Classement par équipes aux points |
| Équipe                            | Équipe                            | Pays                              | Points                            |
| --------------------------------- | --------------------------------- | --------------------------------- | --------------------------------- |
| 1re                               | Boels Dolmans                     | Pays-Bas                          | 4984 pts                          |
| 2e                                | Mitchelton-Scott                  | Australie                         | 4982 pts                          |
| 3e                                | Sunweb                            | Pays-Bas                          | 3938 pts                          |
| 4e                                | Canyon-SRAM Racing                | Allemagne                         | 2966 pts                          |
| 5e                                | Wiggle High5                      | Royaume-Uni                       | 2945 pts                          |
| 6e                                | Cervélo Bigla                     | Danemark                          | 2844 pts                          |
| 7e                                | WaowDeals                         | Pays-Bas                          | 2715 pts                          |
| 8e                                | Alé Cipollini                     | Italie                            | 2629 pts                          |
| 9e                                | Valcar PBM                        | Italie                            | 1853 pts                          |
| 10e                               | Movistar Team                     | Espagne                           | 1686 pts                          |

| \| Rang \| Pays \| Points \| \| ---- \| -------------- \| ------ \| \| 1er \| Pays-Bas \| 8144 \| \| 2e \| Italie \| 3858 \| \| 3e \| États-Unis \| 3627 \| \| 4e \| Australie \| 3441 \| \| 5e \| Allemagne \| 2198 \| \| 6e \| Pologne \| 2049 \| \| 7e \| Belgique \| 1993 \| \| 8e \| Canada \| 1766 \| \| 9e \| Afrique du Sud \| 1716 \| \| 10e \| France \| 1651 \| |                |        |
| Rang | Pays           | Points |
| 1er | Pays-Bas       | 8144   |
| 2e | Italie         | 3858   |
| 3e | États-Unis     | 3627   |
| 4e | Australie      | 3441   |
| 5e | Allemagne      | 2198   |
| 6e | Pologne        | 2049   |
| 7e | Belgique       | 1993   |
| 8e | Canada         | 1766   |
| 9e | Afrique du Sud | 1716   |
| 10e | France         | 1651   |